# Stünzel
Stünzel (auch der Stünzel, mundartlich offem Schdenzel) ist der kleinste Stadtteil von Bad Berleburg im nordrhein-westfälischen Kreis Siegen-Wittgenstein.

## Geographie

### Lage
Stünzel liegt auf einem Hochplateau in einer Höhe von 560 bis 620 m ü. NN. Der Ort liegt am Europäischen Fernwanderweg E1, der vom Nordkap bis zum Mittelmeer führt.

### Nachbarorte
- Weidenhausen
- Sassenhausen
- Holzhausen

## Geschichte
Der Ort wurde erstmals urkundlich im Jahre 1711 erwähnt. Graf Henrich Albrecht zu Sayn-Wittgenstein-Hohenstein (1658–1723) gab die Genehmigung für den Bau von drei Höfen oberhalb des Dorfes Weidenhausen. Diese Höfe wurden Canongüter genannt. Der Canon war ein jährlich zu erbringender Zins. Diese Urkunde trägt das Datum vom 25. November 1711. Im Jahr 1754 kam ein viertes Gut hinzu. Anfang des 19. Jahrhunderts waren es bereits zehn Höfe mit 90 Einwohnern. Stünzel gehörte ab 1819 zum Schultheißenbezirk; und ab 1845 zum Amt Arfeld.  
Um das Jahr 1678 wurde an dem Höhenweg im Bereich der Gemarkung Stünzel ein Gedenkstein, der sogenannte Mordstein errichtet, der an die vorsätzliche Tötung eines Fuhrmannes erinnert.
1851 lebten in Stünzel 151 Einwohner in 21 Häusern.
Am 1. Januar 1975 wurde die Gemeinde Stünzel aufgelöst. Der Hauptteil kam nach Bad Berleburg. Eine Fläche von 32 ha, auf der damals 26 Personen lebten, wechselte nach Erndtebrück.

### Einwohnerentwicklung
| Hier fehlt eine Grafik, die leider im Moment aus technischen Gründen nicht angezeigt werden kann. Wir arbeiten daran! |    |     |
| 1854 |    | 151 |
| 1900 |    | 80  |
| 1961 | 74 | 98  |
| 1970 | 66 | 94  |
| 1974 | 64 | 90  |
| 2011 | 66 |     |
| 2017 | 52 |     |
| 2021 | 56 |     |
| *mit Gebiet, das 1974 Erndtebrück zugeschlagen wurde Die Zahlen von 1961 (6. Juni) und 1970 (27. Mai) entstammen den Volkszählungsergebnissen. 1974, Quelle ab 2011:. 2017 zum 31. Dezember des Jahres. 2021 zum 31. August des Jahres |    |     |

## Stünzelfest

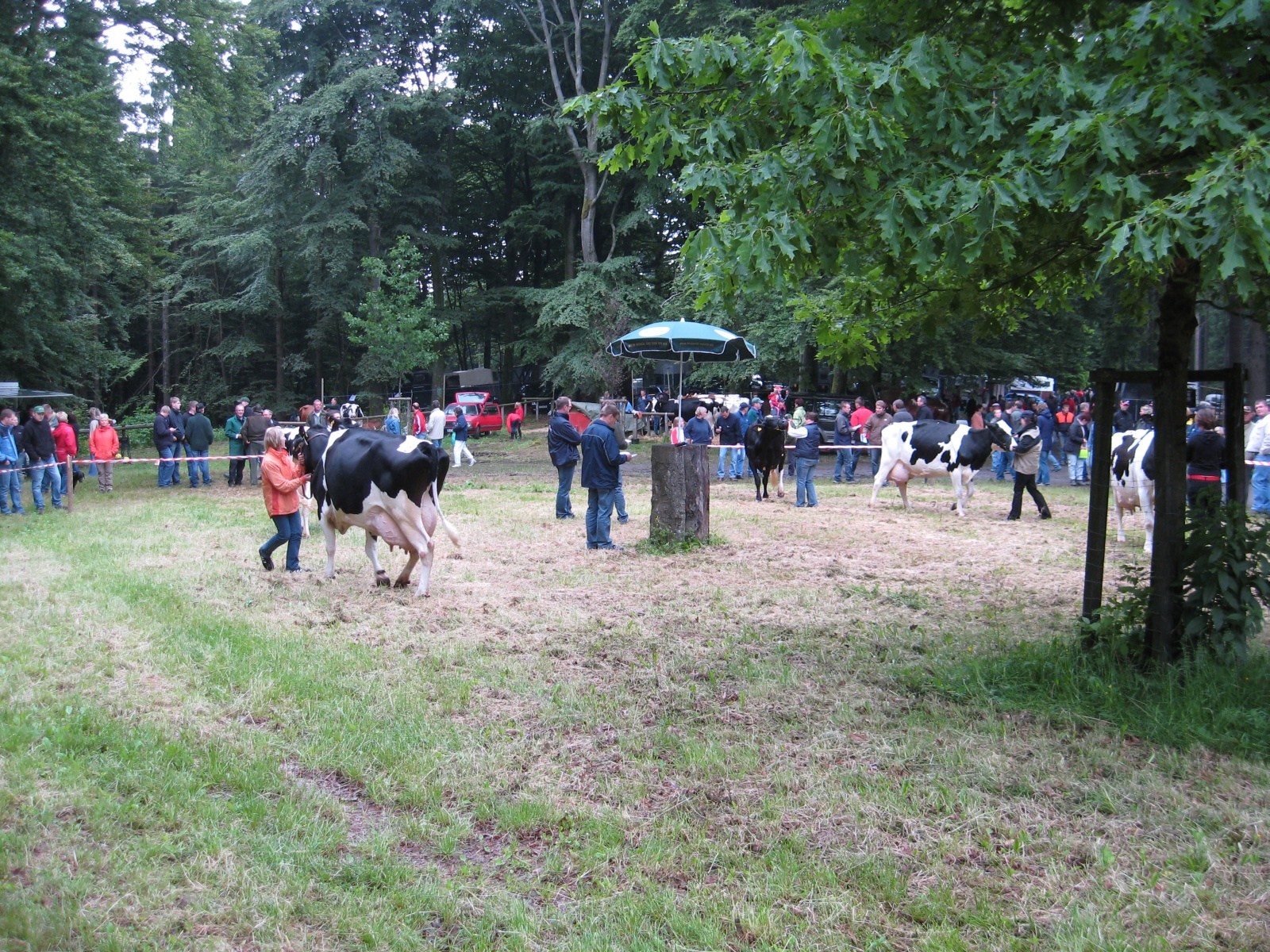
Viehvorführung auf dem „Stünzelfest“ 2008

Bekannt ist der Ort Stünzel durch die alljährlich stattfindende Kreistierschau, regional besser bekannt als „Stünzelfest“. Diese Veranstaltung findet mit mehr als 10.000 Besuchern immer am zweiten Samstag im Juni statt. Veranstalter ist der Landwirtschaftliche Kreisverein Wittgenstein. Ein Denkmal oberhalb von Weidenhausen am Abzweig Stünzel weist auf den Verein hin, der im Jahre 1832 gegründet wurde und sich seit dieser Zeit um regionale landwirtschaftliche Belange kümmert. Im Jahr 2007 wurde das 175. „Stünzelfest“ durchgeführt.